# Sitio de Sebastopol (1854-1855)
El Sitio de Sebastopol fue una batalla de gran importancia para el desarrollo de la Guerra de Crimea. La principal base rusa en Crimea, Sebastopol, fue sitiada durante 11 meses por las fuerzas aliadas inglesas, francesas y otomanas. Con la caída de la ciudad en manos aliadas, el desenlace de la guerra prácticamente se dio por concluido.

## La campaña
La derrota de la armada otomana en la batalla de Sinope a manos de la armada rusa obligó a Francia e Inglaterra a enviar sus flotas, mucho más modernas, al mar Negro. Eso obligó a los rusos a refugiarse en sus bases de la península de Crimea. Pero los aliados, para poder acabar completamente con el poder naval ruso, tenían que ocupar la principal base enemiga, Sebastopol. El asedio se convirtió en el episodio más largo de la guerra. Se movilizaron 400.000 hombres (300.000 franceses y 100.000 ingleses), que se unieron a las tropas otomanas. Las batallas de Almá, Balaclava e Inkerman hicieron retroceder a los rusos, que se encerraron en la ciudad.

## El asedio
A pesar de las victorias obtenidas, los aliados se demoraron cerca de un mes en llegar a Sebastopol, dando tiempo así a los rusos a organizar la defensa de la ciudad. Durante esas semanas, más de 100.000 carros requisados a los campesinos fueron abasteciendo a la ciudad de municiones y provisiones. Fue casi exclusivamente la marina rusa, unos 30.000 hombres, la que asumió la resistencia, bajo el mando del almirante Pável Najímov y del coronel Eduard Todleben. Este, un ingeniero militar prusiano al servicio del zar Nicolás I, trazó una excelente red de trincheras, fuertes y parapetos que frenaron a los atacantes. Viendo, por otra parte, la inferioridad de su flota frente a la de los aliados, decidieron usar sus buques de una manera poco convencional: hundieron siete de ellos en la boca del puerto para impedir la entrada del enemigo y desmontaron sus piezas de artillería, que ubicaron en sus defensas terrestres.
Durante el siguiente año las operaciones militares se centraron en torno a la ciudad sitiada. Fue una acción típica de asedio, de minas, zanjas, trincheras y parapetos, en donde día a día, en un duro combate de desgaste, ambos bandos luchaban por el control de las posiciones. Como en toda batalla de este tipo, la victoria se acabó inclinando por quien tenía más efectivos y más reservas. Los rusos sufrieron un 60% de bajas mortales, incluyendo a seis almirantes y a su comandante en jefe, lo que supuso un duro golpe a su moral. Los asaltantes, bien abastecidos de municiones, llegaban a disparar 52.000 cañonazos al día sobre la ciudad. Al final, tras casi un año de asedio, y viendo que la plaza estaba irremediablemente perdida, los rusos emprendieron una ordenada retirada sobre un puente de barcas que habían levantado. Con la caída de Sebastopol, la guerra tocó a su fin.